# Comté de Holmes (Mississippi)
Pour les articles homonymes, voir Comté de Holmes.
Le comté de Holmes est situé dans le centre de  l’État du Mississippi, aux États-Unis. Son siège est Lexington. Il est bordé à l'ouest par la Yazoo River (ou rivière des Yazoux) et à l'est par la rivière Big Black. La partie occidentale du comté fait partie du delta du Mississippi-Yazoo. Le comté est nommé en l'honneur du premier gouverneur de l'État, David Holmes.
Au recensement fédéral de 2010, la population était de 19 198 habitants (contre 21 609 habitants à celui de 2000). La population est très majoritairement afro-américaine et le comté est le plus pauvre de l'État (le Mississippi étant l'État le plus pauvre des États-Unis).